# Hällristningarna i Vingen
Hällristningarna i Vingen är stort område med hällristningar i Norge. De ligger nära fjorden Vingepollen, en bifjord till Frøysjøen i Bremangers kommun i Vestland fylke. Hällristningarna ligger omkring tio kilometer rakt öster om Berle och omkring åtta kilometer söder om byn Rugsund. Området nås med båt eller efter en fyra–fem kilometer lång vandring från närmaste vägar.
På bergsklipporna finns ristningar av djur, mest hjortdjur, och mänskliga figurer och abstrakta symboler. De äldsta är daterade till för 4.500 år sedan. Vingen har troligen varit en kultplats i regionen under tusentals år.
Hällristningar upptäcktes 1910 av advokaten och bergsklättraren Kristian Bing från Bergen. Han letade efter en gård att köpa för att utnyttja vattenkraften från vattenfall i området. Han köpte mark där 1913 och behöll fallrätterna, men sålde 1923 marken där de flesta hällristningarna finns till Universitetsmuseet i Bergen.
Omkring 1.500 hällristningar har upptäckts i Vingen, samt omkring 500 spridda på olika ställen i närbelägna Hennøy, Vingelven och Fura. År 2002 avstängdes Vingen landskapsvernområde för allmänheten av Riksantikvaren. Sedan dess är det förbjudet att beträda området utan särskild tillåtelse. Universitetsmuseet i Bergen äger och förvaltar fortfarande området. Det fick ett utvidgat område i gåva 2013.

## Hot mot hällristningarna
Kommunal- og distriktsdepartementet godkände i februari 2024 ett sandstensbrott på bergstoppen Aksla på Dyrstadhalvön utanför Svelgen i Bremangers kommun, omkring fem kilometer väster om Vingen, med en ny utskeppningskaj, för det nederländska företaget Beheersmij Fr. Bontrup BD. Stenbrottet ligger också nära sjöklippan Hornelen, som regeringen 2021 föreslog till ny nationalpark.
Beslutet väckte protester från bland andra Universitetsmuseet i Bergen.